# 尹漣
尹漣（?—?），贵州貴定人，清朝政治人物。同進士出身。
乾隆二十二年（1757年）丁丑科進士，三甲七十六名，后官知縣。